# (277816) Varèse
(277816) Varèse, internationalement (277816) Varese, est un astéroïde de la ceinture principale, de la famille de Hungaria.

## Description
(277816) Varese est un astéroïde de la ceinture principale, de la famille de Hungaria. Il présente une orbite caractérisée par un demi-grand axe de 1,83 UA, une excentricité de 0,06 et une inclinaison de 22,0° par rapport à l'écliptique.

## Compléments